# Antonino Fazio
Antonino Mario Umberto Fazio (San Filippo del Mela, 9 febbraio 1893 – Messina, 30 maggio 1951) è stato un militare italiano.
Discendente dai Baroni di Nasari e Visconti d'Ari, è stato un pluridecorato capitano aiutante maggiore del Regio Esercito nella prima guerra mondiale.

## Biografia
Nacque a San Filippo del Mela il 9 febbraio 1893, figlio di Giovanni Francesco e Concetta Maria Teresa De Salvo, nel 1911 si iscrisse all'Università di Messina, facoltà di giurisprudenza, ma non terminò mai gli studi.
Arruolatosi nel Regio Esercito, frequentò il corso Allievi Ufficiali di complemento presso l'86º reparto Fanteria di Palermo. Nel 1914 fu assegnato in servizio, con il grado di sottotenente di complemento, presso il 72º Reggimento fanteria di stanza a Mantova, e nel febbraio 1915 fu trasferito al 56º Reggimento fanteria "Marche". Dopo l'entrata in guerra dell'Italia, il 24 maggio 1915, si distinse durante la battaglia di Monte Piana (20 luglio), venendo decorato con una prima medaglia d'argento al valor militare e ottenendo la promozione a sottotenente in servizio permanente effettivo.
Nel 1916 venne promosso tenente ed assegnato al 244º Reggimento fanteria della Brigata "Cosenza", e l'anno successivo fu promosso capitano per merito di guerra. Comandante del 3º Battaglione, nel corso del 1917 fu decorato con ulteriori due Medaglie d'argento per le sue azioni a Vrsic-Korite (Vršič-Korita na Krasu) durante la Decima e l'Undicesima battaglia dell'Isonzo.
Nel corso del 1918 prestò servizio presso il XXVIII Reparto d'Assalto, dove si trovavano anche il capitano Paolo Vivaldi Pasqua, Padre Reginaldo Giuliani e l'onorevole Luigi Gasparotto, combattendo sul Piave. Dopo la fine della guerra il reparto venne sciolto ed egli rientrò in forza al Deposito del 72º Fanteria di stanza a Mantova con il grado di Capitano Aiutante Maggiore.
Nel primo dopoguerra si trasferì a Bologna dove assistette, il 21 novembre 1920, ai fatti di Palazzo d'Accursio, a seguito dei quali divenne comandante della polizia municipale della città, ricoprendo tale incarico per i successivi sette anni. Nel corso del 1926 salvò Ludovico Zamboni,  fratello maggiore di Anteo, dal linciaggio degli squadristi fascisti che lo ritenevano complice dell'attentato a Benito Mussolini del 31 ottobre dello stesso anno Per questo fatto fu successivamente allontanato dall'incarico,  e nel 1933 ritornò a Messina, dove morì il 30 maggio 1951.